# Wood Farm
Wood Farm est une ferme située sur le domaine de Sandringham, propriété de la famille royale britannique dans le Norfolk, en Angleterre. Historiquement occupée par les membres de la famille royale et leurs invités, la résidence a longtemps été la préférée d'Élisabeth II. Le prince Philip, duc d'Édimbourg, y a vécu après son départ à la retraite en 2017.

## Architecture
Wood Farm est un cottage de cinq chambres situé dans une partie isolée du domaine de Sandringham, avec vue sur la mer.

## Histoire et occupants
Le roi George V et la reine Mary ont envoyé leur plus jeune fils, le prince John, qui souffrait d'épilepsie, résider à Wood Farm en 1916. Il s'y occupait d'un jardin et recevait parfois la visite de la reine Alexandra avant sa mort en 1919.
Le cottage est ensuite loué à James Ansell, médecin de la famille royale, avant sa retraite dans les années 1960.
Élisabeth II et sa famille commencent à utiliser Wood Farm en 1967. Les conjoints divorcés de membres de la famille royale, tels que Sarah, duchesse d'York, sont souvent hébergés à Wood Farm pendant les périodes de vacances, afin qu'ils puissent être proches de leurs enfants sans être officiellement accueillis à Sandringham House.
Après sa retraite, le prince Philip, duc d'Édimbourg, a vécu à Wood Farm.